# Epipsilia apennina
Epipsilia apennina är en fjärilsart som beskrevs av Sohn-rethel 1929. Epipsilia apennina ingår i släktet Epipsilia och familjen nattflyn. Inga underarter finns listade i Catalogue of Life.